# Sepia prashadi
Sepia prashadi là một loài mực có phân bố rộng khắp. Loài này được ghi nhận lần đầu năm 1936 bởi Ronald Winckworth.
Nang loài mực này dài từ 5 đến 11 cm.
Sepia prashadi phân bố chủ yếu ở Ấn Độ Dương. Chúng được tìm thấy dọc theo bờ đông châu Phi, xung quanh Madagascar, các vùng biển Ấn Độ, vịnh Bengal, Biển Đỏ, vịnh Ba Tư, vịnh Oman, và biển Andaman. Nó là loài bản địa hậu như hàng chục quốc gia.